# Trichoniscus maremmanus
Trichoniscus maremmanus är en kräftdjursart som beskrevs av Stefano Taiti och Franco Ferrara 1995A. Trichoniscus maremmanus ingår i släktet Trichoniscus och familjen Trichoniscidae. Inga underarter finns listade i Catalogue of Life.